# Fabrosauridae
Los fabrosáuridos (Fabrosauridae) son una familia propuesta para primitivos dinosaurios ornitisquios del Triásico Superior y Jurásico Inferior, en África y Asia. Sin ninguna sinapormorfía que los defina es una agrupación parafilética de géneros  muy basal. Son un grupo heterogéneo de corredores bípedos de 1 a 2 metros de largo con cráneos triangulares y grandes cuencas oculares, y anterior a otros grupos de ornitisquios. Fabrosauridae son todos los Ornithischia, excluyendo los Genasauria.

## Historia
Fabrosauridae, para muchos investigadores no puede erigirse como una familia válida debido a lo pobre de los restos. Sin embargo, recientes estudios Fabrosaurus no es un género válido, siendo considerado un sinónimo de Lesothosaurus.